# Wilhelm von Thoma
Wilhelm Josef rytíř von Thoma (11. září 1891 Dachau – 30. dubna 1948 Dachau) byl německý generál, veterán první světové války a během druhé světové války sloužil u Wehrmachtu v hodnosti generál tankových jednotek (General der Panzertruppe), kromě toho byl držitelem vojenského vyznamenání Rytířského kříže Železného kříže, Španělského kříže a Vojenského řádu Maxe Josefa.

## Životopis
Narodil se jako syn bavorského myslivce. Po ukončení školní docházky vstoupil v roce 1912 do armády k 3. pěšímu pluku "Prinz Karl von Bayern“ bavorské armády. Byl účastníkem první světové války, kterou strávil na ruské a srbské frontě. Byl vyznamenán rytířským křížem vojenského řádu Maxe Josefa, nejvyšším vojenským vyznamenáním za statečnost v bavorské armádě. tento řád byl spojen s nedědičným šlechtickým titulem a tak k občanskému jménu mu byl připojen titul Ritter von. V armádě zůstal i po válce.
Během španělské občanské války sloužil v německé v pozemní jednotce Legie Condor, při zásahu nacistického Německa ve Španělsku, kde byli na straně nacionalistů pod vedením Francisca Franca. Během druhé světové války vedl při operaci Barbarossa 17. tankovou divizi a v bitvě před Moskvou 20. tankovou divizi. Dne 31. prosince 1941 mu byl udělen Rytířský kříž Železného kříže. V září 1942 byl převelen k Afrikakorps v severní Africe, kde se v říjnu 1942 účastnil druhé bitvy u El Alameinu.
Dne 4. listopadu 1942 byl zajatý britskými jednotkami a po zbytek války byl uvězněn ve Velké Británii. Byl pod dohledem tajné zpravodajské služby a při rozhovoru s jiným válečným zajatcem generálem Ludwigem Crüwellem byla u nich zaznamenána diskuze o raketách, které byly testovány na Kummersdorf Westu a které Ludwig Crüwell pozoroval při návštěvě polního maršála Waltera von Brauchitsche.
Thoma se po válce vrátil do rodného Dachau, kde v roce 1948 zemřel na infarkt

## Vyznamenání
- Železný kříž, II. třída (17.10.1914)
- Železný kříž, I. třída (03.06.1915)
- Rytířský kříž Železného kříže (31.12.1941)
- Železný kříž, spona k Železnému kříži 1914, I. třídy
- Železný kříž, spona k Železnému kříži 1914, II. třídy
- Medaile za východní frontu
- Španělský kříž, zlatý s meči a brilianty